# هورسش بند (آرکانزاس)
هورسش بند، آرکانزاس (به انگلیسی: Horseshoe Bend, Arkansas) یک شهر در ایالات متحده آمریکا با جمعیت ۲٬۱۸۴ نفر است که در آرکانزاس واقع شده‌است.

## موقعیت جغرافیایی
موقعیت جغرافیایی شهرها و مناطق اطراف به شرح زیر است: